# Campionati europei di cricket T10 femminile 2024 - Challenge League
La Challenge League dei Campionati europei di cricket T10 femminile 2024 si è svolti dal 9 al 14 dicembre a Cártama, in Spagna: al torneo hanno partecipato cinque squadre. 

## Regolamento

### Formula
La formula ha previsto:
- Fase a gironi, disputata con girone all'italiana: la prima classificata accede alla finale, la seconda classificata all'elimination 2 e la terza e la quarta classificata all'elimination 1

## Torneo

### Fase a gironi

#### Risultati
| 9 dicembre 2024 Cartama Oval, Cártama  | Spagna    | 103/4 - 112/2 | Austria   | Austria vince di 9 runs      |
| 9 dicembre 2024 Cartama Oval, Cártama  | Rep. Ceca | 26/6 - 170/0  | Germania  | Germania vince di 144 runs   |
| 9 dicembre 2024 Cartama Oval, Cártama  | Germania  | 57/0 - 53/9   | Austria   | Germania vince di 10 wickets |
| 9 dicembre 2024 Cartama Oval, Cártama  | Spagna    | 158/0 - 53/4  | Rep. Ceca | Spagna vince di 95 runs      |
| 10 dicembre 2024 Cartama Oval, Cártama | Germania  | 90/2 - 94/3   | Jersey    | Jersey vince di 7 wickets    |
| 10 dicembre 2024 Cartama Oval, Cártama | Austria   | 33/1 - 32/8   | Rep. Ceca | Austria vince di 9 wickets   |
| 10 dicembre 2024 Cartama Oval, Cártama | Spagna    | 64/1 - 60/6   | Germania  | Spagna vince di 9 wickets    |
| 10 dicembre 2024 Cartama Oval, Cártama | Jersey    | 24/0 - 22/6   | Rep. Ceca | Jersey vince di 10 wickets   |
| 11 dicembre 2024 Cartama Oval, Cártama | Rep. Ceca | 49/5 - 53/0   | Spagna    | Spagna vince di 10 wickets   |
| 11 dicembre 2024 Cartama Oval, Cártama | Jersey    | 71/5 - 69/3   | Austria   | Jersey vince di 5 wickets    |
| 11 dicembre 2024 Cartama Oval, Cártama | Spagna    | 75/3 - 76/3   | Jersey    | Jersey vince di 7 wickets    |
| 11 dicembre 2024 Cartama Oval, Cártama | Rep. Ceca | 37/7 - 39/0   | Germania  | Germania vince di 10 wickets |
| 12 dicembre 2024 Cartama Oval, Cártama | Austria   | Abbandonata   | Jersey    | Abbandonata per pioggia      |
| 12 dicembre 2024 Cartama Oval, Cártama | Spagna    | Abbandonata   | Germania  | Abbandonata per pioggia      |
| 12 dicembre 2024 Cartama Oval, Cártama | Rep. Ceca | Abbandonata   | Austria   | Abbandonata per pioggia      |
| 12 dicembre 2024 Cartama Oval, Cártama | Jersey    | Abbandonata   | Germania  | Abbandonata per pioggia      |
| 13 dicembre 2024 Cartama Oval, Cártama | Spagna    | Abbandonata   | Jersey    | Abbandonata per pioggia      |
| 13 dicembre 2024 Cartama Oval, Cártama | Austria   | Abbandonata   | Germania  | Abbandonata per pioggia      |
| 13 dicembre 2024 Cartama Oval, Cártama | Jersey    | 35/1 - 21/9   | Rep. Ceca | Jersey vince di 9 wickets    |
| 13 dicembre 2024 Cartama Oval, Cártama | Spagna    | 75/3 - 72/5   | Austria   | Austria vince di 7 wickets   |

#### Classifica
| Pos. | Squadra   | G | Pt | V | P | N/R | NRR    |
| ---- | --------- | - | -- | - | - | --- | ------ |
| 1.   | Jersey    | 8 | 22 | 5 | 0 | 3   | +3.614 |
| 2.   | Germania  | 8 | 20 | 3 | 2 | 3   | +4.722 |
| 3.   | Spagna    | 8 | 20 | 4 | 2 | 2   | +3.153 |
| 4.   | Austria   | 8 | 15 | 2 | 3 | 3   | +0.171 |
| 5.   | Rep. Ceca | 8 | 3  | 0 | 7 | 1   | -11.13 |

      Qualificata in finale
      Qualificata all'eliminator 1
      Qualificata all'eliminator 2

#### Torneo principale
|  | Play-off | Play-off | Play-off |          |       | Semifinali | Semifinali | Semifinali |  |  | Finale | Finale | Finale |  |
|  |          |          |          |          |       |            |            |            |  |  |        |        |        |  |
|  |          |          |          |          |       | 3          | Spagna     | 63/9       |  |  |        |        |        |  |
|  |          |          |          |          |       | 3          | Spagna     | 63/9       |  |  |        |        |        |  |
|  |          |          | 2        | Germania | 72/4  |            |            |            |  |  |        |        |        |  |
|  | 3        | Spagna   | 2        | Germania | 72/4  | 80/2       |            |            |  |  |        |        |        |  |
|  | 3        | Spagna   |          |          |       |            |            |            |  |  |        |        |        |  |
|  | 4        | Austria  | 75/5     |          |       |            |            |            |  |  |        |        |        |  |
|  | 4        | Austria  | 75/5     |          | 2     | Germania   | 145/8      |            |  |  |        |        |        |  |
|  |          |          |          |          |       |            |            |            |  |  |        |        |        |  |
|  |          |          | 1        | Jersey   | 159/3 |            |            |            |  |  |        |        |        |  |

##### Risultati fase eliminazione diretta
| 13 dicembre 2024 Cartama Oval, Cártama | Spagna | 80/2 - 75/5 | Austria  | Spagna vince di 8 wickets |
| 13 dicembre 2024 Cartama Oval, Cártama | Spagna | 72/4 - 72/4 | Germania | Germania vince di 9 runs  |
| 13 dicembre 2024 Cartama Oval, Cártama | Jersey | 70/6 - 55/7 | Germania | Jersey vince di 15 runs   |